# The Shining (televisieserie)
The Shining is een Amerikaanse miniserie uit 1997, geregisseerd door Mick Garris (in samenwerking met Stephen King) naar het gelijknamige boek uit 1977 van de Amerikaanse bestseller auteur Stephen King. De rol van Jack Torrance werd gespeeld door Steven Weber.

## Verhaal
Jack Torrance is een leraar die door zijn driftaanvallen op school in moeilijkheden is geraakt. Hij wordt klusjesman in een luxueus hotel, dat gedurende de winter gesloten is. Hij hoopt hier tot zichzelf te komen en de roman te schrijven waarvan hij al jaren droomt. Zijn vrouw Wendy en hun 5-jarig zoontje Danny vergezellen hem. Danny heeft de gave van telepathie en hij voorvoelt dat er zich drama's zullen afspelen in het hotel. Danny voelt de verschrikkelijke dingen die er in sommige van de 110 kamers van het hotel zijn gebeurd, met name in kamer 217. Ook ziet hij allerlei vreemde, gemaskerde gasten. Hij voorziet de komende ondergang van het gebouw en het gevaar dat hen daar bedreigt zonder dat hij daar iets kan tegen ondernemen. 
In de angstaanjagende tijd die aanbreekt, volgen de ontwikkelingen elkaar in sneltempo op.

## Rolverdeling
| Acteur             | Personage                            |
| ------------------ | ------------------------------------ |
| Steven Weber       | Jack Torrance                        |
| Rebecca De Mornay  | Wendy Torrance                       |
| Courtland Mead     | Daniel, Doc "Danny" Anthony Torrance |
| Melvin Van Peebles | Dick Hallorann                       |
| Cynthia Garris     | Vrouw in kamer 217                   |
| Wil Horneff        | Tony                                 |
| Pat Hingle         | Pete Watson                          |
| Elliott Gould      | Stuart Ullman                        |
| John Durbin        | Horace Derwent                       |
| Stanley Anderson   | Delbert Grady                        |
| Stephen King       | bandleider                           |

## Achtergrond
Stephen King was niet enthousiast over de verfilming van The Shining door Stanley Kubrick in 1980. King vond dat het originele plot in de fameuze horrorfilm, met Jack Nicholson in de hoofdrol, onvoldoende was verwerkt; in het bijzonder ontbrak het accent op het toenemende verval van het gezin gedurende de isolatie tijdens de wintermaanden in het imposante, gesloten Overlook Hotel.
Telkens wanneer King naar zijn mening werd gevraagd over de film kwam hij met deze kritiek. Uiteindelijk kreeg hij van ABC carte blanche om eigenhandig een remake te produceren. De film werd opgenomen in het Stanley Hotel in Colorado, waar King zelf de oorspronkelijke roman had geschreven.
De miniserie bereikte echter niet het grote succes van Kubricks eerdere verfilming van het boek.